# 2022年亞洲運動會帆船比賽
2022年亞洲運動會帆船比賽是因2019冠状病毒病疫情而延期至2023年进行的第十九屆亞洲運動會的其中一項競賽項目，於2023年9月21日至9月27日在中國宁波市象山亚帆中心舉行，共產生14面金牌。
此次比赛同时也是2024年巴黎奥运帆船项目的资格赛之一，男子iQFoil级、男子风筝板、男子激光型、女子iQFoil级、女子风筝板和女子辐射型项目各分配一个参赛席位。

## 参赛代表团
共有来自17个代表团的129名选手参加比赛：
- 巴林（2）
- 柬埔寨（3）
- 中国（14）
- 中华台北（1）
- 中国香港（13）
- 印度（16）
- 日本（12）
- 马来西亚（7）
- 阿曼（4）
- 巴基斯坦（5）
- 菲律宾（1）
- （2）
- 新加坡（13）
- 韩国（12）
- 斯里兰卡（2）
- 泰国（18）
- 阿拉伯联合酋长国（4）

## 赛程
帆船项目在亚运开幕的两天前开赛。以下是帆船项目的赛程安排：
| ● | 预赛轮 | ● | 奖牌轮 |

| 日期→项目↓     | 2023年9月   | 2023年9月   | 2023年9月   | 2023年9月   | 2023年9月   | 2023年9月   | 2023年9月   |
| 日期→项目↓     | 21日 （四） | 22日 （五） | 23日 （六） | 24日 （日） | 25日 （一） | 26日 （二） | 27日 （三） |
| -------------- | ----------- | ----------- | ----------- | ----------- | ----------- | ----------- | ----------- |
| 男子iQFoil级   | ●●●●        | ●●●●        | ●●●●        | ●●          |             | ●●●●        |             |
| 男子风筝板     | ●●●●        | ●●●●        | ●●●●        | ●●          | ●●          |             |             |
| 男子ILCA7级    | ●●          | ●●          | ●●●         |             | ●●          | ●●          |             |
| 男子49人级     | ●●●         | ●●●         | ●●          | ●●          | ●●          | ●●          |             |
| 男子RS:X级     | ●●●         | ●●●         | ●●          | ●●          | ●●          | ●●          |             |
| 男子ILCA4级    | ●●          | ●●          | ●●          | ●●          | ●●          | ●           |             |
| 女子iQFoil级   | ●●●●        | ●●●●        | ●●●●        | ●●          |             | ●●●●        |             |
| 女子风筝板     | ●●●●        | ●●●●        | ●●●●        | ●●          | ●●          |             |             |
| 女子ILCA6级    | ●●          | ●●          | ●●●         |             | ●●          | ●●          |             |
| 女子49人FX级   | ●●●         | ●●●         | ●●          | ●●          | ●●          | ●●          |             |
| 女子RS:X级     | ●●●         | ●●●         | ●●          | ●●          | ●●          | ●●          |             |
| 女子ICLA4级    | ●●          | ●●          | ●●          | ●●          | ●●          | ●           |             |
| 混合诺卡拉17级 | ●●●         | ●●●         | ●●          | ●●          | ●●          | ●●          |             |
| 混合470级      | ●●          | ●●          | ●●          | ●●          | ●●          | ●●          |             |

由于场地风力未达比赛标准，所有原定于9月27日进行的比赛均被取消，未完成的项目以前面比赛的成绩总和决定排名。

## 獎牌榜
*   主办国家/地区（中国）
| 排名                | 代表团              | 金牌 | 銀牌 | 銅牌 | 总计 |
| ------------------- | ------------------- | ---- | ---- | ---- | ---- |
| 1                   | 中国*               | 6    | 2    | 0    | 8    |
| 2                   | 泰国                | 3    | 2    | 2    | 7    |
| 3                   | 新加坡              | 2    | 2    | 3    | 7    |
| 4                   | 韩国                | 1    | 2    | 2    | 5    |
| 5                   | 日本                | 1    | 1    | 1    | 3    |
| 6                   | 马来西亚            | 1    | 0    | 2    | 3    |
| 7                   | 中国香港            | 0    | 3    | 2    | 5    |
| 8                   | 印度                | 0    | 1    | 2    | 3    |
| 9                   | 阿曼                | 0    | 1    | 0    | 1    |
| 总计（共9个代表团） | 总计（共9个代表团） | 14   | 14   | 14   | 42   |

## 獎牌得主

### 男子
| 项目           | 金牌                          | 银牌                                                                            | 铜牌                                    |
| 水翼帆板iQFoil | 毕焜 · 中国（CHN）            | 李泰熏 · 韩国（KOR）                                                            | 鄭清然 · 中国香港（HKG）                |
| 风筝板         | 墨士廉 · 新加坡（SGP）        | 张浩然 · 中国（CHN）                                                            | Joseph Jonathan Weston · 泰国（THA）    |
| 爱尔卡7        | 卢军汉 · 新加坡（SGP）        | 河知民 · 韩国（KOR）                                                            | 维什努·萨拉瓦南 · 印度（IND）           |
| 49人           | 中国（CHN） · 刘添 · 温在鼎   | 阿曼（OMN） · Musab Mohammed Sulaiyam Al-Hadi · Waleed Issa Al-Habashi Al-Kendi | 中国香港（HKG） · 阿輝 · 祥傑           |
| RS:X           | 赵元佑 · 韩国（KOR）          | 那塔蓬·蓬诺帕拉 · 泰国（THA）                                                   | Eabad Ali · 印度（IND）                 |
| 爱尔卡4        | Weka Bhanubandh · 泰国（THA） | 吴启哲 · 新加坡（SGP）                                                          | Muhammad Asnawi Iqbal · 马来西亚（MAS） |

### 女子
| 项目           | 金牌                                          | 银牌                                | 铜牌                             |
| 水翼帆板iQFoil | 黄先婷 · 中国（CHN）                          | 馬君正 · 中国香港（HKG）            | Aticha Homraruen · 泰国（THA）   |
| 风筝板         | 陈静乐 · 中国（CHN）                          | Benyapa Jantawan · 泰国（THA）      | Lee Young-eun · 韩国（KOR）      |
| 爱尔卡6        | 努尔·莎兹林·穆罕默德·拉蒂夫 · 马来西亚（MAS） | 洛雅怡 · 中国香港（HKG）            | 陈菁华 · 新加坡（SGP）           |
| 49人FX         | 中国（CHN） · 单梦缘 · 胡晓宇                 | 日本（JPN） · 田中美纱树 · 永松濑罗 | 新加坡（SGP） · 林敏 · 刘瑞琦    |
| RS:X           | 西里蓬·胶当-恩甘 · 泰国（THA）                | 魏瑋恩 · 中国香港（HKG）            | Tengku Nuraini · 马来西亚（MAS） |
| 爱尔卡4        | Noppassorn Khunboonjan · 泰国（THA）          | Neha Thakur · 印度（IND）           | 凯蕊 · 新加坡（SGP）             |

### 混合
| 项目     | 金牌                              | 银牌                            | 铜牌                                     |
| 诺卡拉17 | 中国（CHN） · 赵焕城 · 王赛博     | 新加坡（SGP） · 刘遐满 · 林可欣 | 日本（JPN） · 饭束潮吹 · 西田Capigla樱良 |
| 470      | 日本（JPN） · 冈田奎树 · 吉冈美帆 | 中国（CHN） · 王景飒 · 董文局   | 韩国（KOR） · Kim Jia · Cho Sung-min     |

## 外部連結
- 官方成绩册（页面存档备份，存于）